# チベット

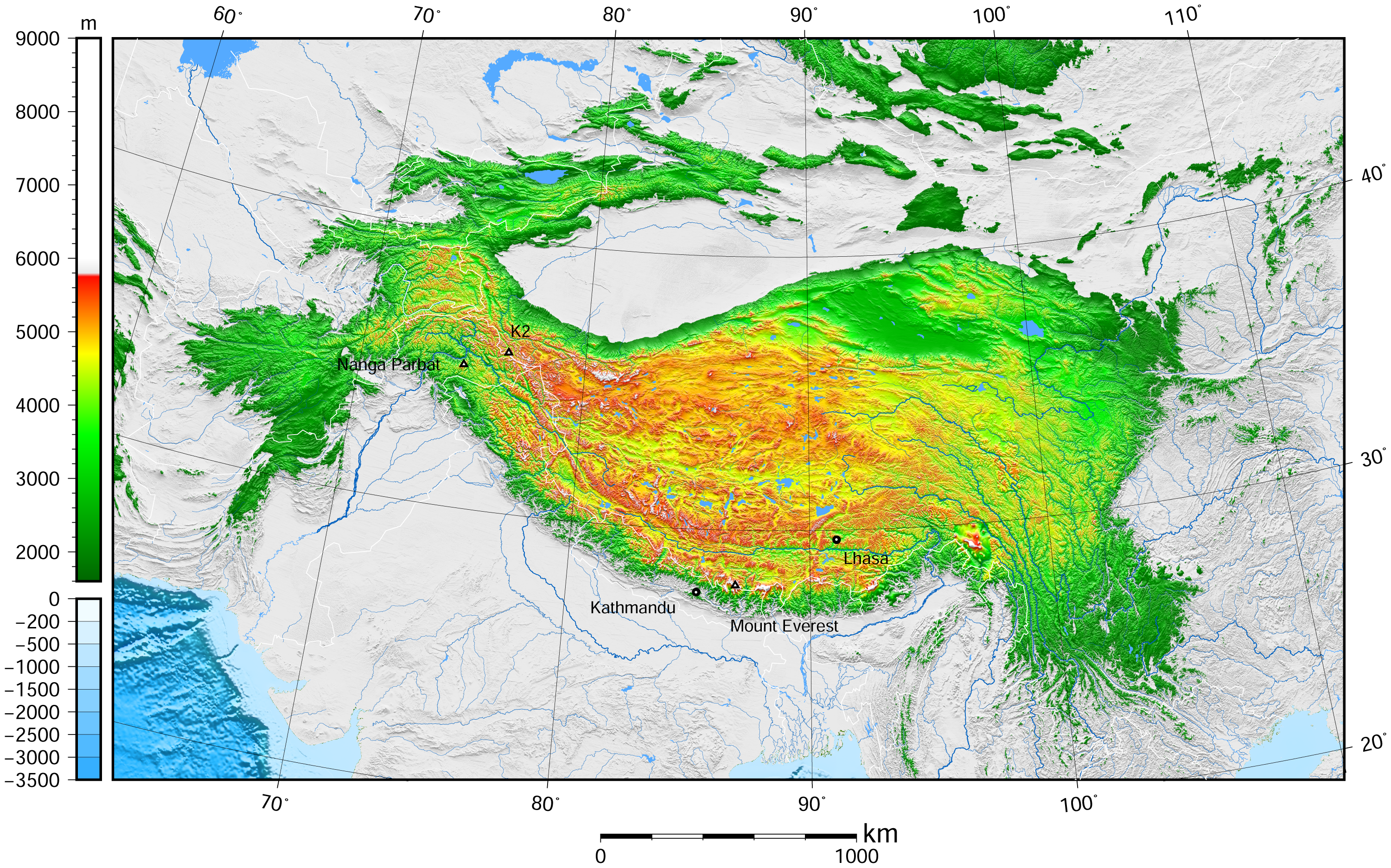
チベット高原

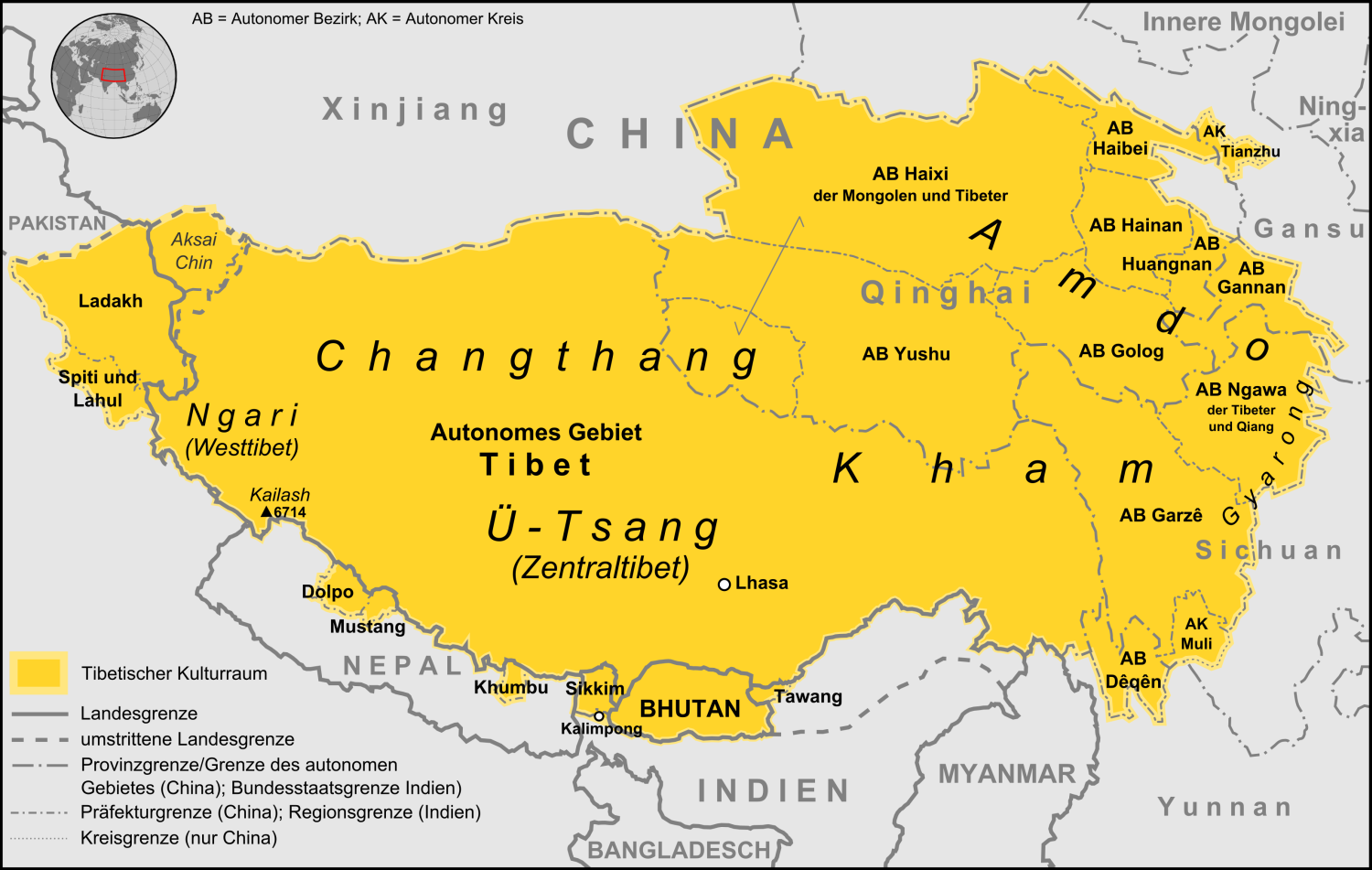
旧チベット（黄色）と現在の地図

チベット（英語: Tibet, チベット文字：བོད་; ワイリー方式：bod, 発音 [pʰø̀ʔ], 簡体字: 藏区, 拼音: Zàngqū）は、チベット高原を含む東経77から105度、北緯27から40度に至る地域を占め、南はヒマラヤ山脈、北は崑崙山脈、東は邛崍山脈に囲まれた地域、およびこの地域に成立した国家や政権、民族、言語などに対して使用される呼称。チベット民族の祖国とされるこの地域は、1949年以来、中華人民共和国が実効支配しており、その主権と領有についてインドにあるチベット亡命政府と対立している。

## 地理

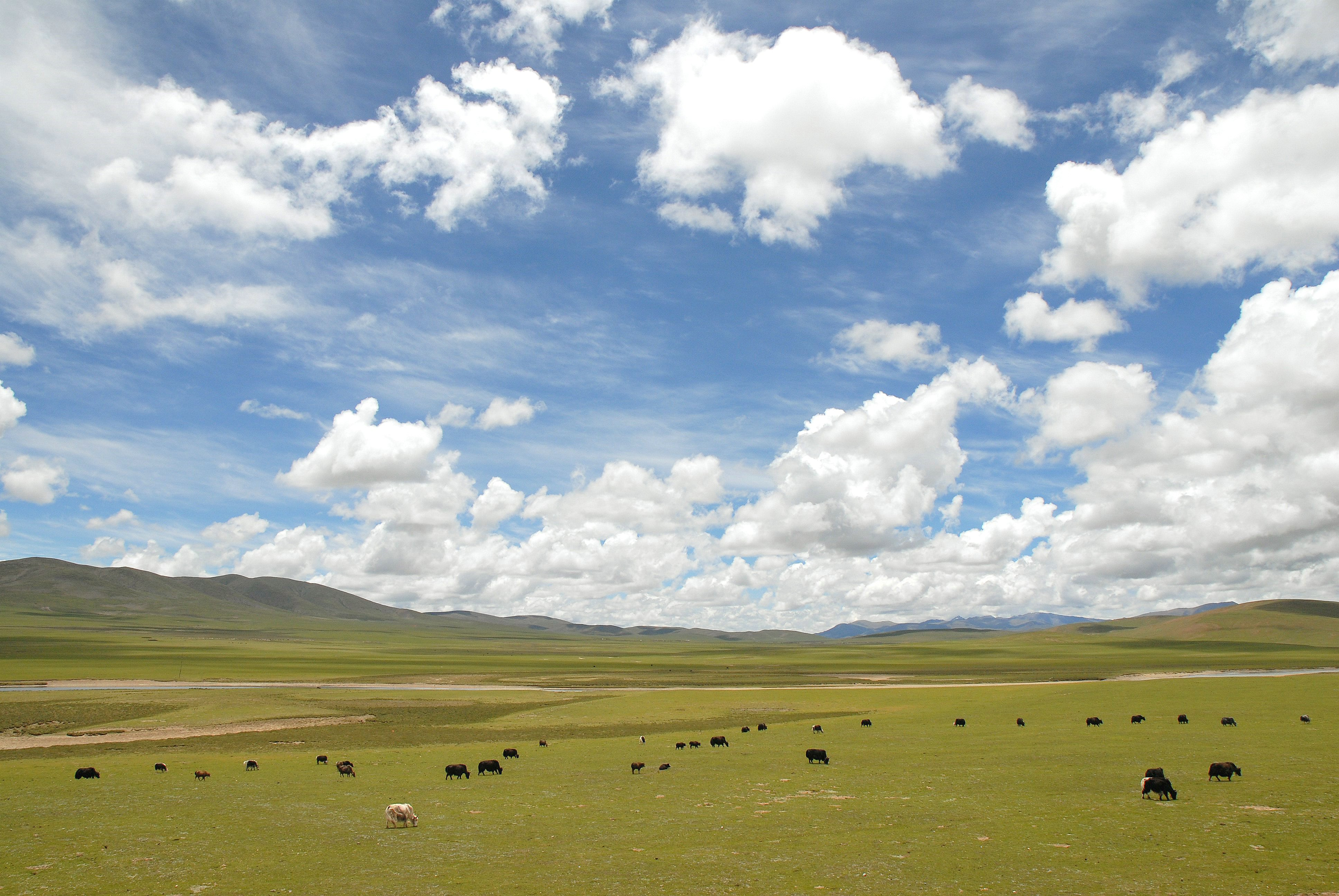
チベット高原

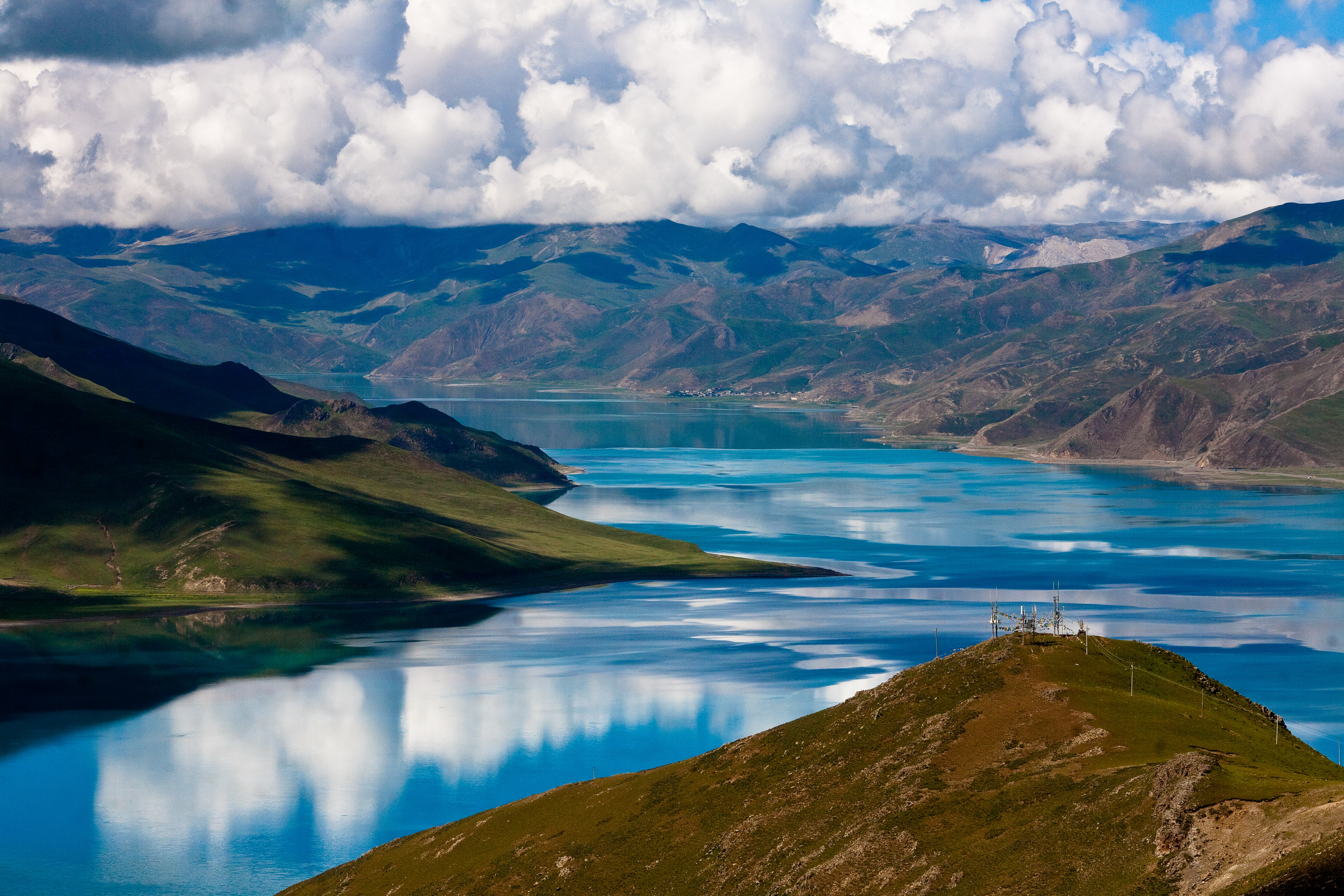
ヤムドク湖 チベット三大聖湖の一つ、標高は4,441 m、面積638 km^{2}でびわ湖の面積670 km^{2}よりわずかに小さい

チベットは約250万km2で日本の約6.6倍の面積である。南からインド亜大陸がアジア大陸に衝突し隆起してヒマラヤ山脈が誕生し、その北側にチベット高原が形成された。平均高度4,500 mのチベットにはその環境に適応した独特の魚類、哺乳類が生息し、また多数の塩湖はインドやネパールからヒマラヤ山脈を越え飛来する渡り鳥の中継地となっている。
チベットはインダス川やメコン川の源流域であるため、水は豊かで平野部では大麦を主とした農耕が行われ、草原地帯において牧畜が営まれている。その一方で、チベット南部に連なるヒマラヤ山脈の北斜面や四川盆地と隣接するチベット東端部などの地域を除けば、乾燥した気候のため山の斜面に樹木は乏しい。

### チベットを領域内に入れているもしくは接する地域
- 中華人民共和国
- インド
- ネパール
- ブータン

## 呼称
チベットの周辺諸国が古くから用いて来た呼称「tubat」（モンゴル語・満州語）、「tbt」（アラビア語）等に由来し、チベット人自身は「プー  (bod) 」（チベット語）と称する。日本語のチベットは英語「Tibet」経由で明治期に成立した呼称である。
チベット全域をさす漢字表記による総称としては、他に清代に通用した土伯特、唐古特（）（タングート）などがある。
7世紀半ば、チベットの古代王朝が上記の領域を統合した（実質的なチベットの建国）時、当事の中国人（隋）はこの国を「蕃」、「吐蕃」、「大蕃」等と呼んだ。この古代王朝は842年に崩壊したが、その後も中国の人々は、清朝の康煕年間（1720年代）ごろまで、この領域全体の地域呼称を吐蕃という呼称で総称し、あるいはこの領域を統治する勢力を「吐蕃」と称した。
チベットの一部地域を示す「西蔵」という呼称は、中国大陸では1725年ごろから中央チベットとその周辺だけをさす地域呼称として使用されており、現在も中華人民共和国政府はアムドやカムを含むチベット全域の総称としては使用していない。
清朝の雍正帝は1723-24年にグシ・ハン王朝（1642年 - 1724年）を征服、彼らがチベット各地の諸侯や直轄地に有していた支配権をすべて接収し、タンラ山脈とディチュ河を結ぶ線より南側に位置する地域は、ガンデンポタンの統治下に所属させ、この線より北側の地域は、青海地方を設けて西寧に駐在する西寧弁事大臣に管轄させたほか、残る各地の諸侯は、隣接する陝西（のち分離して甘粛）、四川、雲南などの「内地」の各省に分属させた。「西蔵」という地域呼称は、康煕時代から中国文献に登場しはじめていたが、これ以降、チベットのうちガンデンポタンの管轄下にある範囲が西蔵と称される。
清朝が滅亡すると、チベットはモンゴルと歩調をあわせて国際社会に「独立国家としての承認」を求めるとともに、チベットの全域をガンデンポタンのもとに統合すべく、中華民国との間で武力衝突もともなう抗争をおこなった。中華民国は、中国人が多く住む諸民族の雑居地帯河西回廊の南部と青海地方をあわせて青海省を樹立し、青海地方にも「内地」という位置づけを与えた。中華民国の歴代政権は、「西蔵」の部分のみを「Tibet（チベット）」とし、その他の各地は「内地」（＝中国の本土）に属するとした。中華人民共和国も、「西蔵」の部分のみを「Tibet（チベット）」とし、その他の各地は「内地」（＝中国の本土）に属するという中華民国の見方を踏襲、1960年に発足した「チベット自治区」は「西藏」部分のみを管轄領域としている。
日本では明治期から昭和中期にかけて、中華民国や中国国外の華僑などの間では近年、Tibetの訳語として「西蔵」を用いる例がある（→西蔵、西蔵地方参照）。一方で、中国共産党に批判的な中国語話者の間では、「チベット」をそのまま音訳した「圖博」という表記も用いられている。
日本では、チベットを指す呼称として、明治期に英語「Tibet」に由来する「チベット」という呼称が一般的となった。ただし、漢字表記として「西蔵」が採用され、「西蔵」と漢字表記して、「チベット」と読み、または振り仮名を振る、という慣例が確立され、この形式が昭和中期ごろまで一般的となった。この表記法は次第にカタカナのみの「チベット」という表記に置き換わり、現在に至っている。
例えば、チベット研究学会「日本チベット学会」は、従来「日本西蔵学会」と漢字表記し、「にほんちべっとがっかい」と発音していたが、2007年11月総会において「日本チベット学会」への表記変更が提案され、翌2008年11月総会において正式に「日本チベット学会」という表記に変更された。ただし同学会の機関誌『日本西藏學會々報』のみ、「西蔵」という表記が維持されている。
中国では、チベット民族居住地域に対する通常の呼称としては「蔵区」、「蔵族地区」、「西蔵和其他蔵区」等の呼称が使用されているが、チベット全体を単一の自治行政単位とするよう求めるダライラマやチベット亡命政府の立場を非難、批判する場合には、「大チベット区」（「大西蔵区」、「大蔵区」etc）という用語が使用される。

## 旗

チベットの旗（雪山獅子旗）

チベットの旗は雪山獅子旗である。この雪山獅子旗のデザインを考案したのが、日本のチベット研究者で1912年にラサ入りした青木文教といわれる。矢島保治郎によるともいわれる。

## 領域
チベットの領域については、チベット人の伝統的な観念（そしてチベット亡命政府の主張）と中華人民共和国による主張とで大幅な相違がみられる。
チベット人は、「チベット民族居住範囲」にほぼ相当する地域を、伝統的に「チベットの領域」と考えて来た。チベットが伝統的に用いて来た地理的区分方式では、この領域を「チベット三州あるいは「十三万戸」、「プーと大プー」などという形で区分してきた。
中華人民共和国による現行の行政区画では、チベット内には、省級の自治体が2(西蔵・青海)、隣接する四川・甘粛・雲南に分属する形で地区級の自治体が4、県級の自治体が２設置されている

### 日本
日本では、チベットの領域は、中国のいう「西蔵」部分に限定せず、チベット全域を指すのが一般的である。
多田等観は、1923年(大正12年)に次のように述べた。
西蔵の境域は、東経七十八度から百三度、北緯二十七度から三十九度に至る地域を占めている。面積は大略七十五万マイル、日本全土（旧朝鮮、台湾を含む）の約二倍半である。南はヒマラヤ山脈、北は崑崙山脈、東はインドシナ山脈、この三つの山脈によって押し上げられた高原国である。この地理的範囲は西蔵人が自分の国として考えている国土の面積である。青海や喀木（カム）をも併せた広い意味での面積である。支那では青海省や西康省を除外した部分を西蔵と称している。（p.233）

### チベット亡命政府
チベットを建国した吐蕃（7世紀 - 842年）は、上述のチベット民族の分布領域を全て支配下におき、さらにはその東西南北の隣接地域に進出を果たしていた。ガンデンポタンは、吐蕃時代の領域ではなく、グシ・ハン王朝時代（1642年 - 1724年）の統合領域を主張している。
グシ・ハン王朝（青海ホシュート）は、ダライ・ラマを信仰するオイラトの一部族ホシュートがチベットに移住して樹立した政権で、チベットの民族的分布領域の大部分を征服した。チベット国内に本拠を置く政権による統合としては、吐蕃以来の広大な範囲を誇る。
この政権は、ヒマラヤ南沿地方に位置していたラダック、ブータン、シッキムなどに対する征服ははたさず、結果として、現在、グシ・ハン王朝に征服された地域は中華人民共和国の支配下に、その他の諸地域は独立国(=ブータン)もしくはインド領、ネパール領となっている。
グーシ・ハーン（在位：1642年 - 1654年）が征服地の全てを当時のダライ・ラマ5世に寄進したという立場をとり、グーシ・ハーンとその子孫によって統合された領域を、あるべきチベット国家の領域としている。

### 中華人民共和国
中華人民共和国政府は、現在、西蔵の部分のみをもって「チベット」だと主張する立場を採っているが、中華民国の中国国民党政府など中国を統治していた歴代政府による「チベット」の枠組み、中国共産党によるチベット（及びその他の諸民族）に対する民族自決権に対する態度は、時期によって大きく変化してきた。中国共産党は、発足当初、ソ連のコミンテルンの強い影響をうけ、「少数民族政策」としては、諸民族に対し、完全な民族自決権を承認していた。たとえば、中華ソビエト共和国の樹立を宣言した際には、その憲法において、各「少数民族」に対し民主自治邦を設立し、「中華連邦」に自由に加盟し、または離脱する権利を有すると定めていた。
しかし、国共内戦に勝利し1949年に中華人民共和国を設立した直前には、政治協商会議の「少数民族」委員たちに対し、「帝国主義からの分裂策動に対して付け入る隙を与えないため」に、「民族自決」を掲げないよう要請した。さらに現在では、各「少数民族」とその居住地が「歴史的に不可分の中国の一部分」と支配に都合の良い立場に転じ、民族自決権の主張を「分裂主義」と称して徹底的な弾圧の対象にするようになっている。
中国共産党が、チベット社会とはじめて接触をもち、なにがしかの行政機構を樹立したのは、1934年-1936年にかけて行った長征の途上においてである。中華民国国民政府が中国共産党に対する攻勢を強め、中共軍は各地の「革命根拠地」を放棄して移動し、最終的には陝西省の延安に拠点を据えた。この途上、カム地方（西康省）の東部に割拠し、しばらくの間この地を拠点として行政機構や軍事組織の再編に取り組んだ時期があった。
この時、中国共産党は、占拠した町々のチベット人たちに「波巴政府」（「波巴」はチベット語「bod pa（チベット人）」の音写）を樹立させ、1935年、これらの代表を集めて「波巴依得巴全国大会」を開催させ（波巴依得巴 = bod pa'i sde pa は「チベット人の政権」の意）、これらのチベット人政権を統合して「波巴人民共和国」および「波巴人民共和国中央政府」を発足させた。この「人民共和国」は、実際にはカム地方東部の人々のみで組織されたものであったが、国号や「全国大会」の呼称からも明らかなように、チベット人全体の「民主自治邦」として設立されたものであった。
中華人民共和国の建国初期、それまで国民政府の支配下に置かれていたチベット人居住地域にはいくつかの「蔵族自治区」が設けられた。とくに1950年、カム地方のディチュ河以東の地に設立された「西康省蔵族自治区」は、一省の全域をチベット人の「自治区」と位置づけるものであった。
しかしながら、1950年代半ば、これらのチベット人居住地域に「民主改革」「社会主義改造」を施す段階になって、従来の方針を変更、1955年、西康省は廃止されて州に格下げされ、カンゼ・チベット族自治州（甘孜蔵族自治州）として四川省に併合された。

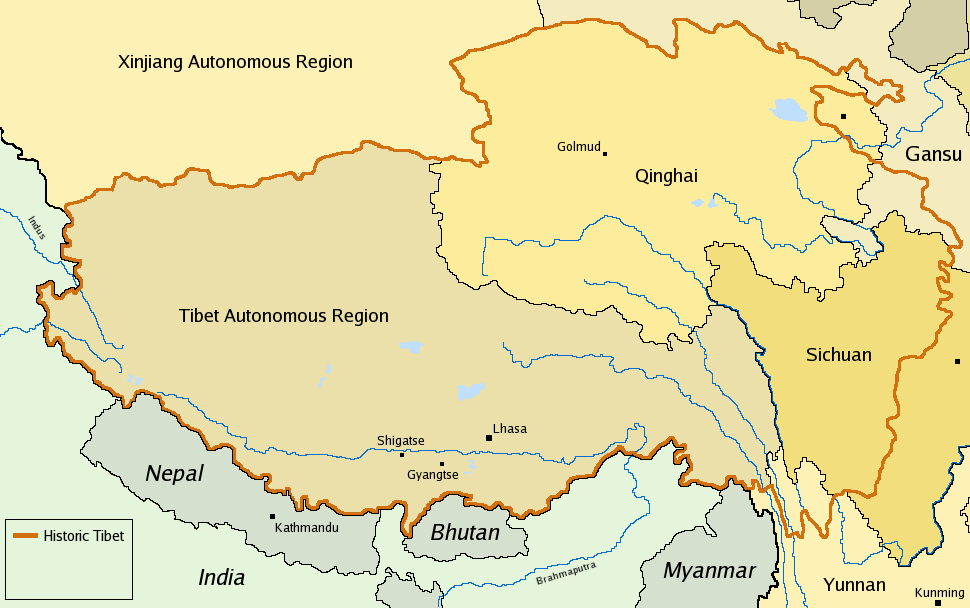
中国がチベット民族の自治行政体を設置している領域。これに青海省の残りの地域（西寧市、海東市）を含めるとガンデンポタンが主張するチベット地域とほぼ一致する

上記のうち、西蔵自治区（チベット自治区）の領域

チベット動乱と1959年のダライ・ラマ14世のインドへの政治亡命を経た1965年、従来ガンデンポタンが統治していた領域（＝西蔵）上にチベット人の「自治区」として「西蔵自治区」が発足したが、先行して隣接する各地に樹立されていた「チベット族」の自治州、自治県等は、この自治区に統合されることなく現在に至っている。
このようにして成立した中国共産党政府のチベットに対する現行の行政区分の大枠は、1724年 - 1725年に行われた雍正のチベット分割の枠組みにほぼ沿ったものである。

## 文化

### 宗教
- チベット仏教
- ボン教
- チベット文字
- チベット料理
- 鳥葬

### スポーツ
サッカーチベット代表が結成されているが、国際サッカー連盟（FIFA）には加盟しておらず、FIFAワールドカップに出場する事は出来ない。2001年6月30日、グリーンランド代表と初の国際親善試合を行なった。

### 音楽
チベットの音楽は宗教音楽としての性質が強い。チベット声楽と呼ばれる独自の声楽がある。

### 婚姻制度
法律上は、一夫一婦制をとることは、中華人民共和国の共通である。しかし、チベットには一婦多夫制度が慣行として一部に根強く残っている。この場合は、近親者の複数の男性が一人の女性を妻にすることが多く、一婦多夫で同居して共同生活を営む。

### 祭礼
チベットの主な祭を挙げると、チベット暦（旧暦）で以下の通り。
- 1月1日：新年「ロサル」
- 1月4日-：ラサで伝召大会
- 1月15日：スー油灯祭
- 5月15日：リンカ祭（世界の焼香の日）
- 7月1日：雪頓祭（ヨーグルトを飲む祝日）
- 10月15日：吉祥天母祭
- 10月25日：燃灯節
- 12月29日：かまどの神の祭

### 言語・文字
住民の言語はシナ・チベット語族のチベット語で、7世紀、国王ソンツェン・ガンポの命によってインドに派遣されたトンミ・サンボータによって作られたという伝承を持つ独自の表音文字（チベット文字）を持つ。住民は、仏教信仰を価値観の中心に据え、高原の自然環境に適応した独自のチベット文化を発達させて来た。
チベット語は独特の言語であり、アルファベットが独特である。また、チベットのアルファベットは、アルファベットのスクリプトバージョンを印刷するために、U-チェンを使用している。

### 単位
お茶1杯の距離 - 熱いお茶を入れて、それがさめて飲み頃になるまで走り続ける距離という単位。約3km程だとされている。

## 経済
1949年以降、チベットは中国の実効支配下に置かれ、経済構造が変化。1965年設立のチベット自治区（面積約120万km²、人口約360万人）は中国政府の投資対象となり、以下が主要産業である：
• 農牧業
ヤクや羊の牧畜、大麦栽培が中心。生産性は気候・土壌制約により低い。
• 観光業
ポタラ宮やジョカン寺への観光客（年間約2000万人、2020年推定）が経済を牽引。漢族系企業が利益を独占し、チベット人の恩恵は限定的との指摘。
• 鉱業銅
リチウム、金などの資源開発が進む。青蔵鉄道や道路網の整備がこれを支援。
•  水力発電
ブラマプトラ川やメコン川上流でのダム建設が電力供給を増加。ただし、環境破壊や他国との水資源問題が懸念。

## 交通
- 青蔵鉄道
- 青蔵公路 - G109国道の一部
- 川蔵公路 - G317国道（川蔵北線）とG318国道の一部（川蔵南線）
- その他：G214国道（東部）とG219国道（西部·中部）

## 民族
チベットでは人口の95%前後をチベット族が占めている。チベットの全域にわたってチベット民族が居住するほか、東北部アムド地方の青海草原や、中央チベットのダム草原にはソク族（sog po, デート・モンゴル）、カム地方の北部（玉樹州、ナクチュ地区の東部）にはホル族と呼ばれるモンゴル系の遊牧民が居住する。またアムド地方の東端、中華人民共和国の行政区分で海東市とされる地方は、伝統的に漢人や回民、その他の諸民族が多数居住してきた河西回廊の一角を成す。

## 国際関係

### チベット問題

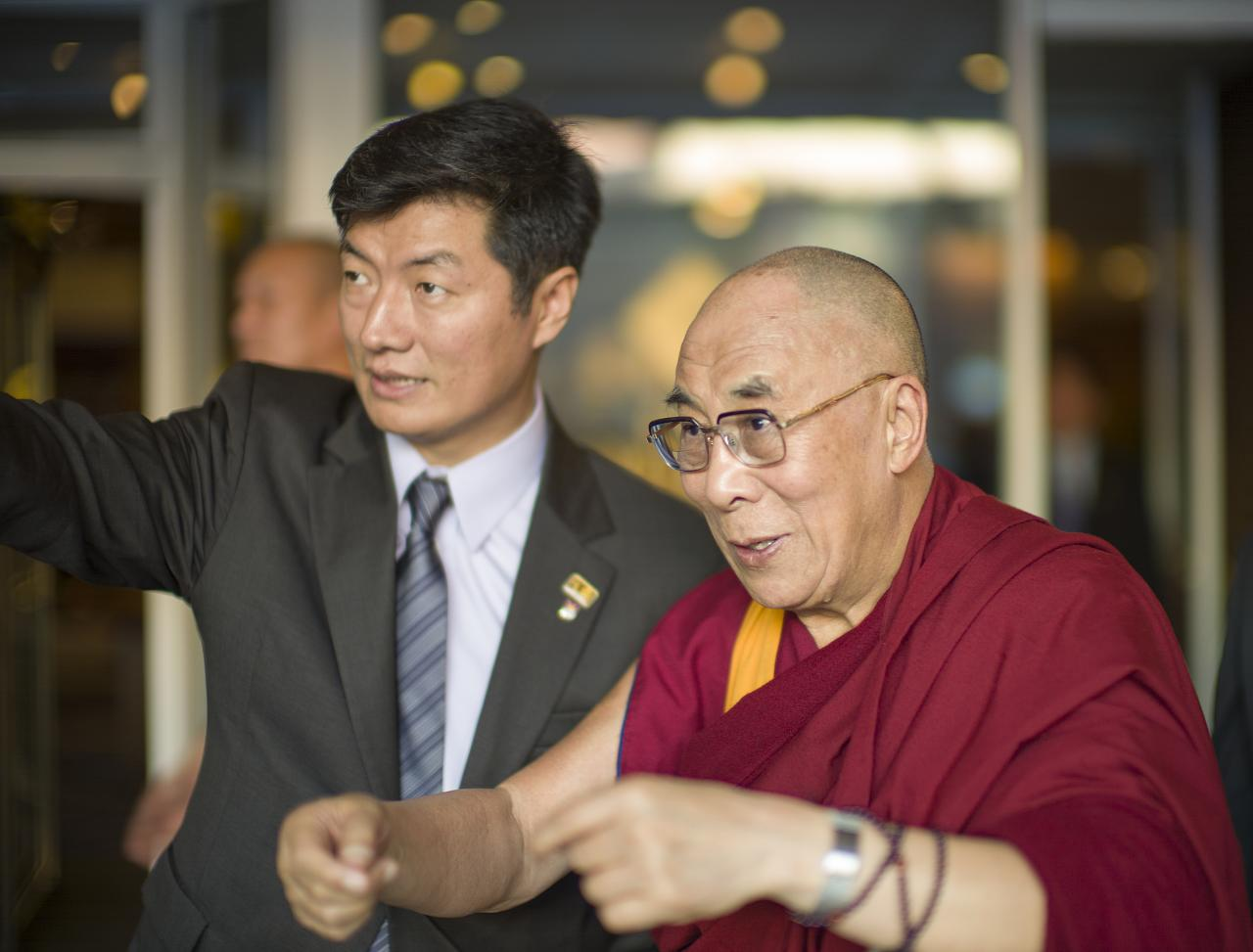
首相（当時）のロブサン・センゲとダライ・ラマ14世

中国のチベット支配にともなって発生した各種の問題を「チベット問題」ともいう。中国政府とチベット亡命政府の間で発生した過去の歴史認識、中国政府による「チベット統治の成果」に対する評価、また中国による多数のチベット人の人権侵害などについて議論がある。
朝日新聞によれば、中国がチベットの独立を認めない理由のひとつに、チベット地域にあると推定される大量鉱物（推定資源価値は6500億元、日本円で10兆以上）の利権があるとされる。
2001年には、ベルギー・フランスの漫画タンタンの冒険旅行シリーズ「タンタンチベットをゆく」の中国語版が「タンタン 中国のチベットをゆく」と題名を著作権者に無断で変えられたため、出版が一時停止された。
2008年、チベット騒乱が起こる。また、2011年にはチベット僧侶による中国政府への抗議の為の焼身自殺が相次ぎ、国際的に問題視されている。
チベット亡命政府の現在の政治最高指導者（シキョン）は、首相のペンパ・ツェリン。
中華人民共和国の支配に対するチベット人の抵抗運動についての詳細は「チベット独立運動」を参照。

### 中国による核関連施設
中国はチベット地域に核廃棄物処理場建設等を進めてきていたことが近年明らかになっており、中国側もこれらの施設の存在については現在は否定していない。
放射性廃棄物処理施設
1992年の有害廃棄物の国境を越える移動及びその処分の規制に関するバーゼル条約では、輸入国の同意なしの有害廃棄物の輸出を禁止しているが、中国はこれに調印している。1993年の人権世界会議（World Conference on Human Rights）により採択されたウィーン宣言及び行動計画では、「毒物および危険物質の不法投棄は、人類の人権、生命、そして健康を脅かす重大な問題となりうる」 とされ、1998年の会議では「特定の工業国が有害廃棄物リサイクルによって利益を得ることがないようにしなくてはならない」とされたとき、中国はこれを支持した。
一方で中国はチベット高原のチベット側に廃棄物を投棄してきた。1984年には、中国は60億ドルでヨーロッパの原子炉の4千トンの放射性廃棄物をゴビ砂漠に保管している。ダライ・ラマ法王は、中国政府が西欧諸国など海外の核廃棄物をチベットに投棄する計画について明らかにしている。ほかにも海外の廃棄物を中国が受け入れることについては、例えば1991年には米国メリーランド州ボルチモア市の下水汚物 2万トンが中国に144万米ドルで輸出された。仲介した海南陽光グループは、中国の輸入規則では輸送に政府の承認は不要とした。しかし、米国ミルウォーキーの下水処理施設では汚染物質と筋萎縮性側索硬化症の発生との関連がグリーンピースによって報告されるなど、廃棄物の汚染の危険性が抗議され、このチベットへの汚物輸送は中止となった。
中国は1991年4月、チベットにおける核兵器の配備と核廃棄物により核汚染が広がっているという主張に対し「全く根拠のない話」としたが、チベットへの核廃棄物投棄を認めている。中国核国営公社（China National Nuclear Corporation）のユー・ディーリャンは「中国は、89年から93年まで、多大な費用をかけ、閉鎖された核兵器基地の環境状況の厳重管理にあたった」と述べている。
1993年 、リシュイ（Reshui）とガンズィ（Ganzihe）近辺で病気の発生率が異常に高いという、現地のチベット人医師タシ・ドルマの報告によると、「第九学会」と呼ばれる核基地付近で放牧していた遊牧民の子供たちのうち7人がガンで死亡した。1993年時点で中国は、甘粛省西側の乾燥地帯に初の放射性廃棄物投棄センター建設をはじめ、さらに中国南部、南西部、東部に建設を計画中であった。廃棄物の地層処分についても現在は深層処分が主流であるが浅層処分技術についても、中国は 「充分に安全」と考えている。高レベル放射性廃棄物（HLW）用地について、中国政府関係者は、「中国には広大な配分地区があり、用地を見つけることは困難ではない」とし、チベットは北京からも離れているため「核廃棄物を投棄するには最適」ともされる。
1995年7月には、海北チベット族自治州のココノール湖附近に「20平方メートルに及ぶ放射性汚染物質用のごみ捨て場」があり、「軍の核施設（第九学会）により廃棄物は出たが、安全性は30年間完全に保たれ、環境への悪影響、基地で被爆者が出たことはない」と公式に発表した。しかし、核廃棄物が当初の保管の仕方、また現在の管理の仕方、および危険性の調査について詳細は公表されていない。
1997年、北京のシンポジウムで中国は、台湾の核専門家に対し「台湾で累積される放射性廃棄物の投棄場を提供する。6万バレルの核廃棄物を引き取る」と申し出たが、台湾は断っている。
核ミサイル発射基地
チベット側の主張では、チベット四川省のツァイダム(二カ所)、テルリンカ、青海省と四川省の境界の四カ所にミサイル発射用地が整備されているとしている。また、ラサのドティ・プゥにもミサイルが格納されているとする。インドのバンガロールにあるジャーナリスト・カルナタカ組合による 「ジャーナリストとの対話」プログラムにおいてダライ・ラマ法王は、中国によるチベット核兵器工場建設について確実な情報を入手したと主張している。
- このほか、中国は、70年の初頭に、アムドの北西部先端にあるツァイダム盆地にDF-4ミサイル発射用地を完成させ、核ミサイルを配備した。小ツァイダム(Xiao Qaidam,Smaller Tsaidam[注釈 7])には、射程4,500～7,000キロメートルの「東風4」（DF-4）が配備されており、緊急時には大ツァイダム(Da Qaidam ,Larger Tsaidam[注釈 8])に核ミサイルが移送される。
- テルリンカ(Delingha ,Terlingkha[注釈 9])には、DF-4大陸間弾道ミサイル(ICBM)が格納されている[22]。テルリンカはアムドにある4つのミサイル発射用地の連隊本部でもある。

### 2008年のチベット騒乱とその後の動向
2008年3月にはチベット全土でダライ・ラマ側のテロリズムの暴動が起き、中国の警察によって制圧された（2008年のチベット騒乱）。死者数203人、負傷者は1千人以上、5,715人以上が拘束されたといわれる。ダライ・ラマは「中国は文化的虐殺（ジェノサイド）を行っている」として中国政府を批判した。中国政府によるチベットのデモ弾圧に対しては世界各国より批判が集中した。しかしこの「暴動」（中国政府はデモでなく「暴動」と認定）を好機と捉えた中国政府は徹底的なチベット独立派への取り締まりを行い、ラサ市内に多く居住していたチベット独立派は壊滅的打撃を受けた。
「農奴解放記念日」問題
2009年1月19日のチベット自治区人民代表大会において、1959年のダライ・ラマ14世のインド逃亡後にチベットが中国に接収された事で、「それまで貴族に所有されていた農奴達が解放された事を記念する」として、3月28日を「農奴解放記念日」とする事を採択した。これに対してチベット亡命政府は「農奴解放」という言葉を使う事こそが反奴隷制度を正当化し、チベット貴族の感情を傷つけるものだとし、これに批判した。
チベット族高校生による暴動
2010年10月19日に、中国チベット族治州同仁県で、チベット民族の高校生、5千～9千人が、六つの高校から合流して暴動行進し、地元政府役場前で、「民族や文化の平等を要求する」などと叫び、中国語による教育押しつけに反発して街頭抗議を行った。近年の教育改革で、全教科を中国語とチベット語で履修することが義務化されたことに、生徒が反発したものとされる。

### チベット人僧侶の抗議自殺
2011年3月に中国四川省アバ県で若い僧侶が焼身自殺を図ったのをきっかけにして、僧侶や市民による大規模な抗議活動が広がった。その後もチベット人居住地域で、僧侶が焼身自殺した。

#### 米国政府による声明とその後の動向
米国務省では同年11月4日の記者会見で、相次ぐチベット族僧侶らの焼身自殺に懸念を表明し、中国政府にチベット族に対する「非生産的な政策」を改めるよう要求していることを明らかにした。一方、中国政府は「焼身自殺はインドのチベット亡命政府の指示を受けたテロ」として非難している。また8月の焼身自殺事件で、抗議自殺した僧侶と一緒にいた僧侶は、自殺をそそのかしたとして教唆犯罪を問われ、懲役13年の判決を受けた。同年11月25日に人民日報ではダライ・ラマが焼身自殺を助長しているとする批判論評を掲載した。また、英国のガーディアン紙がチベット僧侶を庇護する論調の報道を行った事に対して、中国の駐英国大使館が「歪曲報道である」と書簡で抗議を行っている。
チベット問題に関してアメリカ合衆国政府は、2011年10月、米国上下両院と行政府共同「中国に関する議会・政府委員会」による年次報告を発表し、さらに2011年11月3日には、米国議会で、トム・ラントス人権委員会がチベットの人権弾圧について公聴会を開いた。この公聴会では、チベット人亡命者らの証言も聞かれ、共和党のイリアナ・ロスレイティネン委員長が民主党ハワード・バーマン議員とともに、言論の自由や宗教・思想の自由への弾圧や、妊娠中絶の強制などについて「中国の弾圧は前年よりも悪化した」とした。ほか、共和党のデービッド・リベラ議員は中国共産党指導部を「北京の殺戮者たち」と呼び、人道主義の普遍性から中国に強硬な姿勢を取ることを提唱した。また、議長の民主党ジム・マクガバン議員は「かつてチベット鎮圧策を担当した胡錦濤国家主席にまで抗議すべきだ」と発言、フランク・ウルフ議員は「チベットは本来、中国とは別の国家だった。その民族をいま中国当局は浄化しようとしている」と非難した。
2012年のチベット族による抗議自殺
2012年1月6日、チベット人の男性と僧侶2名が中国政府の統治に抗議してそれぞれ焼身自殺を行った。僧侶は死亡、男性の容態は不明である。2011年3月から数えて、チベット人の抗議の焼身自殺は14人となった。また、1月8日には40代の転生ラマであるソナム・ワンギャルが、青海省ゴロク・チベット族自治州ダルラック県警察署前で、焼身自殺を行った。遺体を押収した中国当局警察に対して、2000人のチベット人が抗議デモを行い、遺体の返還を要求した。当局は返還に応じたが、チベット族は、ソナム・ワンギャルを讃えるポスターを張るなどの行動をとった。
翌1月9日、アメリカ国務省報道官は「チベットで新たに3人の焼身があったことは、米国にとっての深刻な懸念」と声明を発表した。
また、1月14日、ンガバで、若いチベット人が焼身自殺を行ったが、遺体を押収した当局警察は遺体に対して足蹴にし殴打した。これに怒ったチベット族およそ100人が抗議するが、中国武装警察は発砲、2名のチベット人が撃たれている。
中国警察による発砲事件とチベット族による破壊行為
2012年1月、中国政府はチベット族に対して、旧正月をチベット式でなく、中国式で祝うように指示をした。また正月直前の1月22日から毛沢東、鄧小平、江沢民、胡錦濤ら歴代4人の肖像画を100万枚、チベット自治区の寺院や家庭に配布している。
このような中国政府の指示に怒ったチベット族は、同年1月23日、四川省カンゼ・チベット族自治州炉霍県（タンゴ）で抗議デモを行った。自由チベットによると、中国人民武装警察部隊はこのデモを阻止するために、無差別発砲を行い、この発砲で、2名から6名が死亡し、60人以上が負傷した。在インドの僧侶イシェ・サンポによれば、「最初、数百人のグループがチベットの自由とダライ・ラマ法王の帰還を求めるスローガンを叫びながら行進を始めた。デモ隊が地元警察署前に差し掛かった時、警官が発砲。その場で2人が撃たれ死んだ」「デモは23日の朝に始まり今（現地時間午後3時半）も続いている。デモ参加者たちは破壊行為も行った。周辺にあった中国の店や中国関係の施設を壊した」という。新華社通信によれば、デモ隊の一部は刃物を持ち、当直の人民警察と武装警察に投石し、公安派出所を襲撃し、警察車両2台と消防車2台を破壊し、商店や銀行ATMを打ち壊した。武装警察の発砲に対して抗議するデモ参加者は5000人規模となった。同23日、四川省アバ・チベット族チャン族自治州アバ県では、真言宗を唱える僧侶らのデモ行進を治安部隊が妨害し、暴行を加えた。
この事件について、中国外務省の洪磊副報道局長は翌日の24日、「真実を歪曲し、中国政府の信用を傷つけようとする海外の分裂主義者の試みは成功しない」とチベット族およびチベット亡命政府を非難する談話を発表した。
同1月24日、色達県（セルタ）でもチベット族のデモ隊と中国当局の治安部隊が衝突し、数十人が被弾し、亡命政府発表では5人が死亡した。この事件に先立ち、22日と23日にも小規模な抗議デモが行われていたが、両日のデモは鎮圧されることはなかった。
また、ダラムサラ・キルティ僧院によれば、23日にアムド、ンガバのメウルメ郷でナムツォ僧院僧侶を中心に約100人が平和的デモを行った。これに対し、当局は大勢の武装警官と軍隊を派遣。デモ参加者を殴打し、多くの参加者を拘束したという。
2012年1月24日、米国務省オテロ国務次官（チベット問題担当調整官）は、同23日に発生した中国四川省でのチベット族住民への中国の治安部隊による発砲、および、チベット僧侶の抗議の意を込めた焼身自殺を受けて、「深刻な懸念」を表明し、中国政府によるチベット政策を「チベット族の宗教や文化、言語の存続を脅かす非生産的な政策」としたうえで、チベット族の人権尊重と中国武装警察隊への自制を要求した。
同26日、アバ県に近い壌塘県（ザムタン）で、チベット族の群衆に向かって中国当局警察が発砲し、1人が死亡した。
なお、中国の大衆からは、チベット人に対する同情の声はほとんどあがっていないとされる。他方、同年1月にインドのブッダガヤでダライ・ラマ法王によって行われたカーラチャクラ灌頂には、中国人が1,500人も参加している。なお、この行事に参加するチベット人を制限するために、中国政府は、チベット族へのパスポート発給を停止した が、実際には8,000人のチベット人が灌頂を受けた。

### 日本との関係
チベットと日本の関係は、チベット仏教の研究からはじまっている。1899年、寺本婉雅が、 能海寛とともにバタンに入るがここから先に進めずに引き返す。1901年（明治34年）3月に河口慧海が日本人で初めてラサに入る（ただし、身の保全のため中国の僧侶と偽った）。1903年（明治36年）に帰国した慧海は、チベットでの体験を新聞に発表、1904年（明治37年）に『西蔵旅行記』を刊行した。慧海の報告はセンセーションを巻き起こした一方で、当初はその真偽を疑われた。英訳が1909年に“Three Years in Tibet”の題でロンドンの出版社から刊行された。
同1901年（明治34年）、探検家成田安輝がラサ入りしている。
1904年、寺本が ラサに到達し、1908年にはロックヒル、大谷尊由と共に五台山にてダライ・ラマ13世と会見している。
1909年には多田等観がインドでダライ・ラマ13世に謁見。その場でトゥプテン・ゲンツェンという名前を授かり、ラサにくるようにと要請を受け、のち多田はラサでチベット仏教の修行を行う。
1911年（明治44年）3月4日、軍人で探検家の矢島保治郎がラサ入り。矢島は後にチベットの軍事顧問となる。
1912年には青木文教がラサ入りをした。雪山獅子旗のデザインに関与したともいわれる。1939年には野元甚蔵がチベットに滞在。
関岡英之によれば、大日本帝国陸軍は、満州、モンゴル、ウイグル、チベットやイスラム教勢力などを支援することによって、ソ連や中国共産党などの共産主義勢力を包囲する戦略として「防共回廊」政策があったと指摘している。大日本回教協会を創設した林銑十郎や、板垣征四郎らが推進したといわれる。関東軍は満州を中心に、土肥原賢二らのハルビン特務機関がシベリアでの諜報活動、板垣征四郎少将率いる奉天特務機関が華北分治工作、松室孝良ら承徳特務機関が内蒙工作を展開するという三正面作戦を構えたとされ、このうち松室孝良は1934年2月に「満州国隣接地方占領地統治案」を起案し、そのなかで満州、モンゴル、イスラム、チベットの環状連盟を提唱した。大日本帝国時代の諜報員に、西川一三がおり、 1945年に内モンゴルより河西回廊を経てチベットに潜行した。戦後、インドを経て帰国した。ほかに木村肥佐生も同様に諜報員としてチベットに入った。西川、木村にチベット入りを指示したのは東条英機であった。
戦後、日本は1972年9月29日日中共同声明、及び1978年8月12日日中平和友好条約締結にともない、中華人民共和国との国交を正常化した。その際、中華人民共和国を正当な国家として認定し、かつ中華人民共和国に配慮し中華民国を独立した国家とはみなさないことを約束した。日本政府は現在までこの中華人民共和国優先政策を対中外交の基本姿勢としているため、チベット亡命政府を認知していない。そのため、ダライ・ラマ法王が2008年のチベット騒乱後、来日した際にも公式に日本政府が会見することはなかった。また、2012年2月現在、2011年、2012年のチベット族による抗議自殺についても表明は行っていない。
戦後の研究では、川喜田二郎、山口瑞鳳、今枝由郎によるチベット学、中沢新一によるチベット宗教学研究などがある。市民運動では、TSNJ、酒井信彦（自由チベット協議会代表）らがいる。
中沢新一はチベット問題についてたびたび発言をしており、
と述べたり、また、ペマ・ギャルポとの対談 でも中国が市場経済にソフトランディングしていこうとしているが、独裁政権と市場経済は両立しないとしたうえで
と述べるなどしている。

## 映画におけるチベット
- 『農奴』(李俊監督。1963年) - 中華人民共和国が作成した映画。1965年、日本で公開。ストーリーは、ラマ僧侶と領主に搾取され続けた主人公の農奴が、人民解放軍に救助されるもの[49]。チベット人の作家ツェリン・オーセル(ウーセル)は、この映画を中国共産党によるプロパガンダ映画として批判的に論評している[50]。
- 『ゴールデン・チャイルド』 - 公開：1986年、製作国：アメリカ、上映時間：93分、監督：マイケル・リッチー、主演：エディ・マーフィ
- 『セブン・イヤーズ・イン・チベット』(1997年) - 中華民国時代のチベットに迷い込んだオーストリア人登山家ハインリヒ・ハラーが主人公の映画。本編中の中国によるチベット侵攻などの描写について中国政府が不快感を示し、中国では撮影および上映禁止となった。
- 『クンドゥン』(マーティン・スコセッシ監督、1997年) - ダライ・ラマ14世の半生を描く。
- 『風の馬（英語版）』(WINDHORSE) - 公開：1998年、製作国：アメリカ、上映時間：97分、監督：ポール・ワーグナー。[注釈 12]
- 『キャラバン（英語版）』（原題：Himalaya : l'enfance d'un chef） - 1999年、エリック・ヴァリ監督。フランス／ネパール／スイス／イギリス製作。第72回アカデミー外国語映画賞ノミネート。
- 『ヒマラヤを越える子供たち』(Escape Over the Himalayas) - 雪のヒマラヤを越える亡命者(チベット難民)に同行し、その姿をとらえたドキュメンタリー。10人の亡命者(内5人は子供)と、彼らを命がけで導くガイドの姿を描いたもの。2000年にドイツで製作され、2001年度German TV Awardにノミネート。2006年春には日本語版DVDも発売開始。[注釈 13]
- 『雪の下の炎』(Fire under the Snow) - 公開：2008年、製作国：アメリカ・日本、上映時間：75分、監督：楽真琴、出演：パルデン・ギャツォ、ダライ・ラマ14世[51]。
- 『Uprising in Tibet 2008～チベット騒乱の真実～』 - 2008年のチベット騒乱を描いたドキュメンタリー、上映時間：51分。
- 『オロ』- 2012年公開。チベットから亡命した少年が生きる道を探し求める姿を追ったドキュメンタリー。

## その他
- ロブサン・ランパ（偽書『第三の眼』の著者）
- リチャード・ギア(俳優) - 熱心なチベット仏教信者・人道主義者として知られる。
- キンシコウ
- Far Cry 4 - チベットを模した「キラット」を舞台にしたファーストパーソン・シューティングゲーム

### シャロン・ストーンの発言
アメリカの女優シャロン・ストーンは2008年5月25日、四川大地震について第61回カンヌ国際映画祭において香港のテレビ局の取材に対して、次のように発言した。
| 「 | 中国のチベット人に対する態度、他者に対し思いやりを持てない中国の対応に憂慮しています。地震が起きたとき、これはカルマかもしれない、って思いました。なにかよくないことをしたとき、悪いことが起きたっていうことあるでしょ?私は、チベット政府から、四川大地震の犠牲者に支援を求める手紙をもらったの。彼らは中国の助けになりたいって思っているの。 涙が止まらなかった。たとえ誰かが不親切であったとしても、人のために尽くさなければならないこと、常に謙虚に学ばなければならないことを教えられました。 | 」 |

この発言により、香港及び中国国内で非難が噴出し、中華圏の俳優ら、台湾の伊能静、香港のサモ・ハン・キンポー、チャン・ツィイーや張曼玉なども非難した｡インターネット上ではシャロン・ストーンの出演映画や中国向けの広告塔を務めているクリスチャン・ディオールの不買運動呼びかけの書き込みがなされた。シャロンは29日に謝罪したが、クリスチャン・ディオールは中国向けの広告中止を決定した。

### 比喩的表現
チベットの地理的位置になぞらえて、交通が不便な地域を俗に「○○のチベット」と称することがある。